# Bart on the Road
"Bart on the Road" är avsnitt 20 från säsong sju av Simpsons. Avsnittet sändes på Fox i USA den 31 mars 1996. I avsnittet får Bart ett fejkat körkort och han hyr en bil och åker med Milhouse, Martin och Nelson till världsutställningen i Knoxville, Tennessee. I Knoxville råkar bilen förstöras och de har ingen transport eller pengar för att åka hem igen. Bart tar hjälp av Lisa som tillsammans med Homer kommer på hur de ska ta sig hem igen. Avsnittet skrevs av Richard Appel och regisserades av Swinton O. Scott III. Avsnittet innehåller referenser till Den nakna lunchen, Andy Williams och Look. Avsnittet har mest fått positiva recensioner och Central Michigan Life anser att avsnittet är det åttonde bästa i seriens historia. Avsnittet fick en Nielsen ratings på 7.2 och var det femte mest sedda programmet på Fox under veckan.

## Handling
Seymour Skinner stänger skolan dagen före vårlovet och låter barnen ha en "besöka föräldrarnas jobb"-dag då han råkat boka fel dag på sin resa till Hongkong. Bart går mycket motvilligt till DMV (department of motor vehicles) för att se hur hans mostrar Patty och Selma Bouvier jobbar eftersom han inte får se Marge jobba som hemmafru. Lisa är på Springfields kärnkraftverk med Homer och har mycket roligare än hon trodde hon skulle ha. På DMV gör Bart ett körkort till sig själv och han, Nelson Muntz, Martin Prince och Milhouse van Houten bestämmer sig för att hyra en bil och åka iväg på en resa med bilen under vårlovet. De lurar sina föräldrar att de ska tävla i en nationell stavningstävling i Kanada. De bestämmer sig för att åka till Knoxville, Tennessee för att besöka världsutställningen där. På vägen plockar de upp en liftare och stannar till och kollar på en konsert med Andy Williams.
I Knoxville upptäcker de att världsutställningen hölls för fjorton år sedan och huvudattraktionen, Sunsphere, nu är en perukbutik. Sunsphere rasar och förstör bilen och de har nu varken bil eller pengar. Bart ringer till Lisa för att få hjälp. Hon har under tiden blivit god vän med Homer och har besökt honom varje dag under vårlovet. Hon tipsar Bart om att bli kurir, då de får åka gratis. Bart jobbar som kurir men får ett problem: han måste åka till Springfield och leverera något, där de andra också kan följa med. Lisa bestämmer sig för att berätta för Homer vad som hänt mot att ingen annan ska få veta att hon berättat för honom vad som hänt Bart. De bestämmer sig för att förstöra Homers kontrollbord så att de måste beställa ett nytt som Bart får leverera som kurir. Bart och de andra kommer hem igen, och Marge är glad över att ha honom hemma igen, ovetande om hans äventyr. På kvällen får sedan Marge förvirrande telefonsamtal som får Homer att skratta, då de handlar om Barts äventyr.

## Produktion
Avsnittet skrevs av Richard Appel, som vill ha ett avsnitt som handlar om att gå till föräldrarnas jobbdag och Bart får ett körkort. Idén att gå till föräldrarnas jobbdag var en idé från Appel för han saknade det då han lämnade en kommunal skola för att börja på en privat skola när han var barn. Appel gillade besöken för han slapp göra något den dagen. Idén att Bart får ett körkort är för Appel drömde om det när han var barn.
Författarna funderade vad Bart och Lisa skulle göra under vårlovet och kom med idén om att Bart skulle resa iväg medan Lisa jobbar med Homer. Bill Oakley anser att författarna gillar att skriva om resor. De tänkte först låta Bart åka till Fort Lauderdale, Florida, men bestämde sig för att besöka någon tråkigare och mer oväntad plats. Josh Weinstein anser att författarna försöker leta efter kombinationer där rollfigurerna träffar varandra på något nytt sätt. Homer och Lisa hade inte gjort så mycket tillsammans och de har starka band till varandra ibland. Avsnittet regisserades av Swinton O. Scott III. Avsnittet var jobbigt att animera för de fick göra helt nya bakgrunder och designer. Bilscenerna var svårast att göra. Bilen blev en Oldsmobile från 1993. David Silverman anser att avsnittet är en av de svåraste som Scott fick regissera.

## Kulturella referenser
Bart och hans vänner ser filmen Den nakna lunchen och blir arga över titeln då den inte innehöll nakenhet eller lunch. Barnen ser en Andy Williams-konsert i Branson, Missouri. På bilresan plockar de upp en liftare, vilket är baserat på liftaren i Motorsågsmassakern. Rektor Skinner ska åka på semester med AmeriWestica, vilket är en parodi på America West Airlines.

## Mottagande
Avsnittet hamnade på plats 63 över mest sedda program under veckan med en Nielsen ratings på 7.2. Avsnittet var det femte mest sedda programmet på Fox under veckan. I boken I Can't Believe It's a Bigger and Better Updated Unofficial Simpsons Guide har Warren Martyn och Adrian Wood ansett att avsnittet innehåller några fantastiska tecknade scener mellan Homer och Lisa, en fascinerande inblick i Marges osäkerhet, och några trevliga ögonblick som ligger bättre än seriens höga kvalité. Dave Foster från DVD Times anser att avsnittet som bygger på ett skrattretande idé som författarna fastnade för, vi skulle helt enkelt se vad som händer om Bart hade ett körkort och åker utanför stan utan att någon märker det. Dave anser att historien är delvis trovärdig, Foster gillar att man ser Lisa och Homer samarbeta och man får se några roliga studenter med dem. Colin Jacobson på DVD Movie Guide tyckte om avsnittet och gillar barnens besök på deras föräldrars jobb och när de lämnar staden är det fortfarande roligt. Han anser att alla avsnitt som skickar barnen till platsen för 1982 års världsutställning är okej för honom. Jennifer Malkowski från DVD Verdict anser att den bäst delen i avsnittet är då Patty och Selma förklarar sina jobb för Bart, ibland låter de inte kön röra sig alls. Hemsidan gav avsnittet betyget B+. John Thorpe från Central Michigan Life anser att avsnittet är det åttonde bästa i seriens historia. Robert Canning från IGN gav avsnittet betyget 9,5 och anser att det var utmärkande och innehöll en rolig resa, när allt sen blir sammanslaget gör det avsnittet minnesvärt.